# 戴姆森·伊德瑞斯

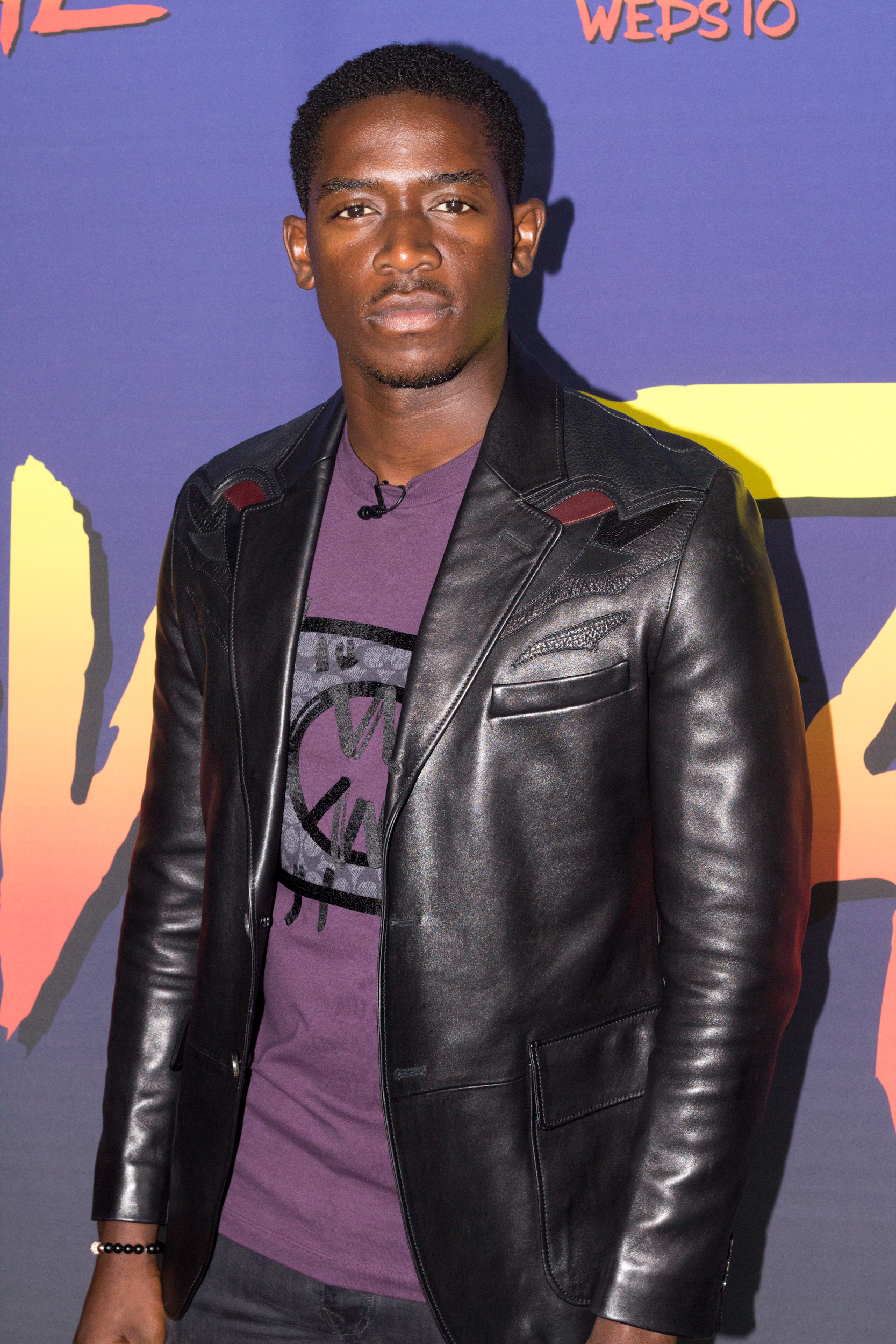
戴姆森·伊德瑞斯

戴姆森·伊德瑞斯 (1991年9月2日—) 是一位英国演员，生于佩卡姆一个具有尼日利亚约鲁巴人血统的家庭。 他曾在倫敦大學布魯內爾學院学习戏剧， 並获得了戏剧、电影和电视研究学士学位。 他是末日戰地中的主角，并在F1電影中扮演一级方程式赛车手喬舒亞·皮尔斯。他還在米兰达、醫者心和急诊室中露過臉。